# Menedżer plików
Menedżer plików (ang. file manager) – program komputerowy służący do zarządzania strukturą plików, katalogów i woluminów.
Jego główne zadania:
- kopiowanie
- nadawanie i usuwanie atrybutów
- podgląd struktury drzewa
- przenoszenie
- usuwanie
- wyszukiwanie
- zakładanie katalogów
- zmiana nazwy

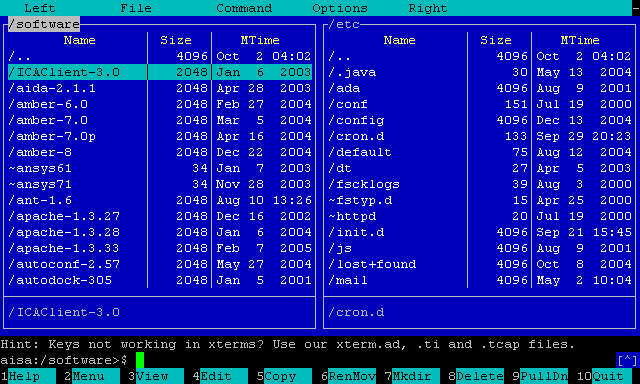
Midnight Commander

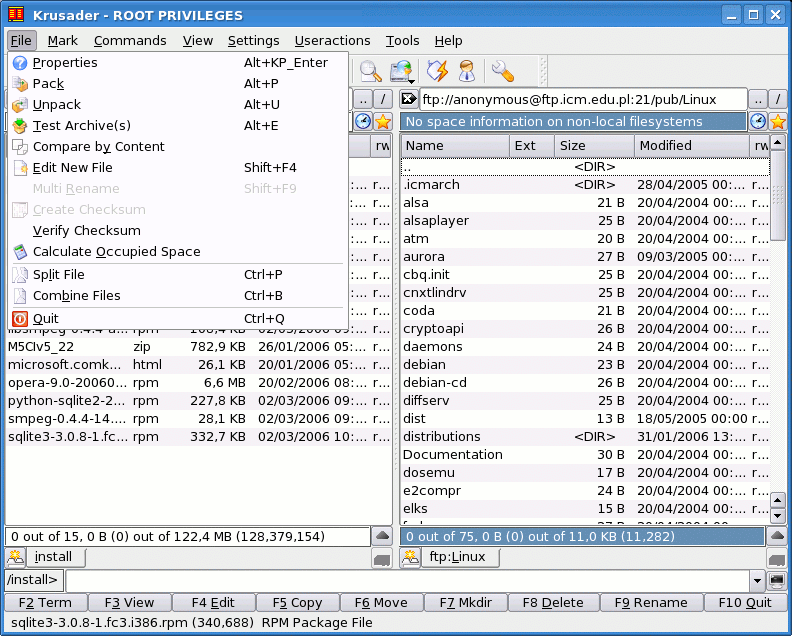
Krusader

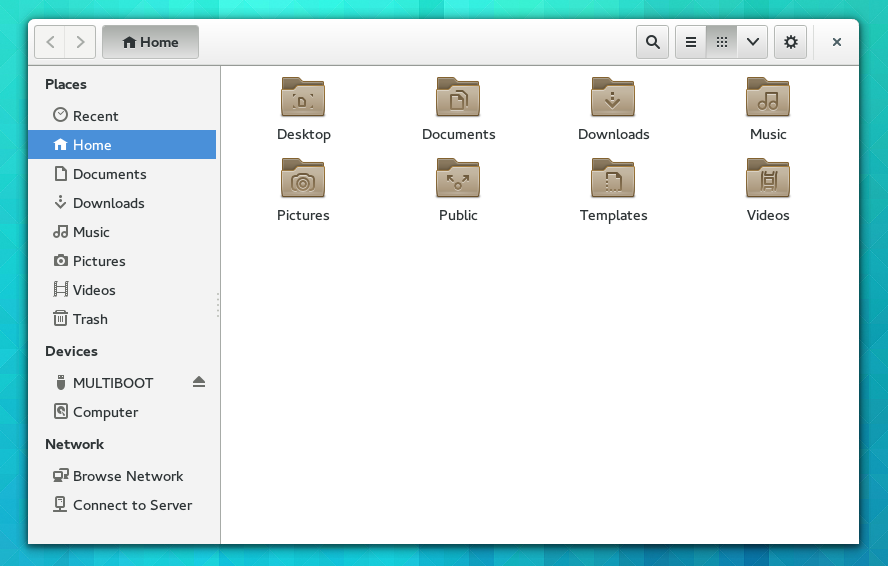
Nautilus 3.10

Programy tego typu bywają uzupełnione o niektóre inne możliwości typu:
- drukowanie
- edycja zawartości plików
- łączenie się z innymi komputerami lub terminalami
- mapowanie woluminów
- podgląd zawartości plików
- uruchamianie programów
- zakładanie woluminów
- zarządzanie prawami dostępu

Pierwowzorem dla programów tego typu był program Norton Commander działający w środowisku systemu operacyjnego DOS.
Znane programy tego typu to:
- DOS Navigator
- FAR manager
- Midnight Commander
- muCommander
- Konqueror (w KDE 4: Dolphin)
- Krusader
- Nautilus
- Norton Commander
- Total Commander (dawniej znany pod nazwą Windows Commander)
- XTree
- Finder